# Järstads kyrka

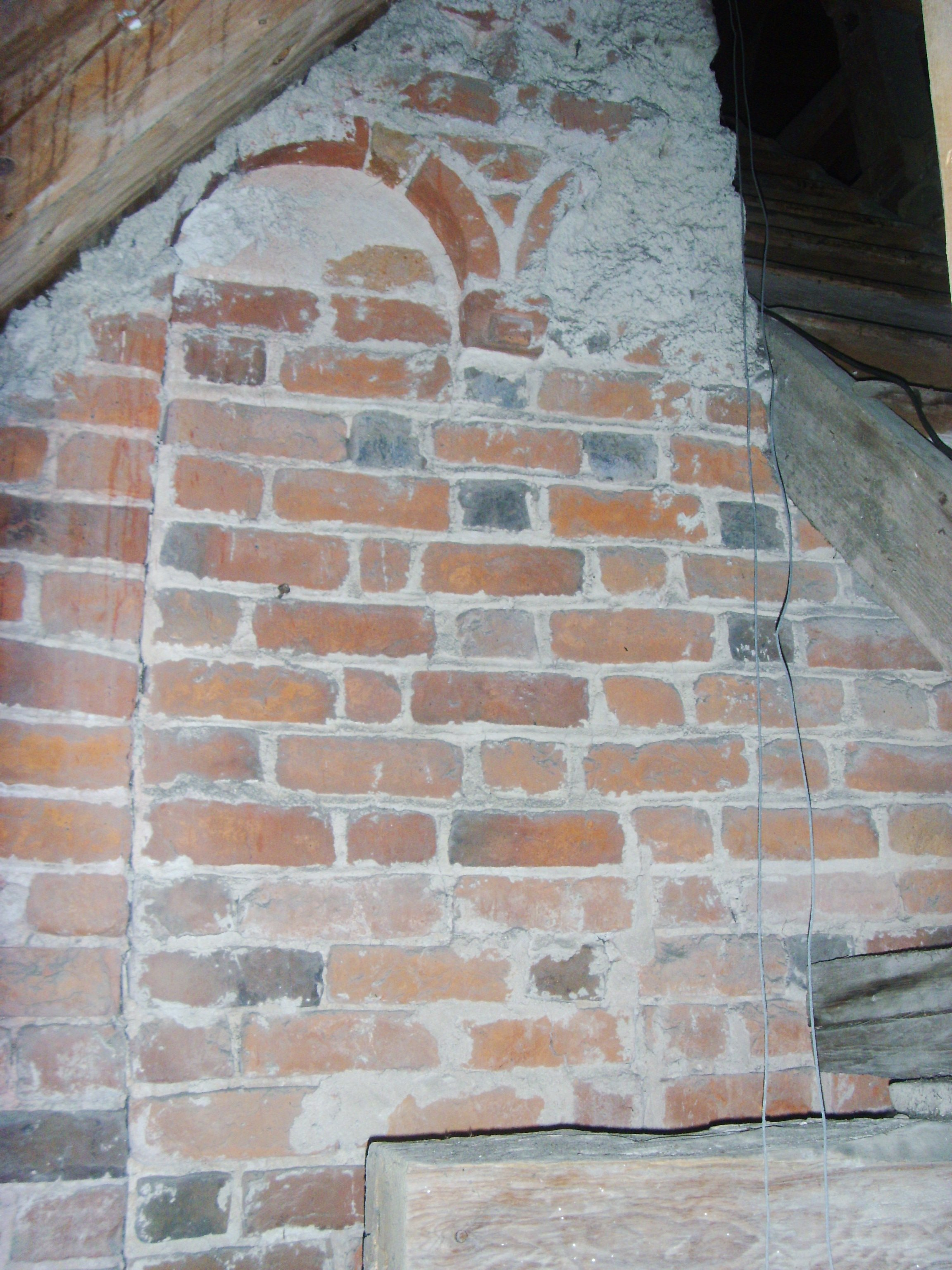
Kyrkan är kanske medeltida Sveriges äldsta tegelbyggnad på landsbygden.

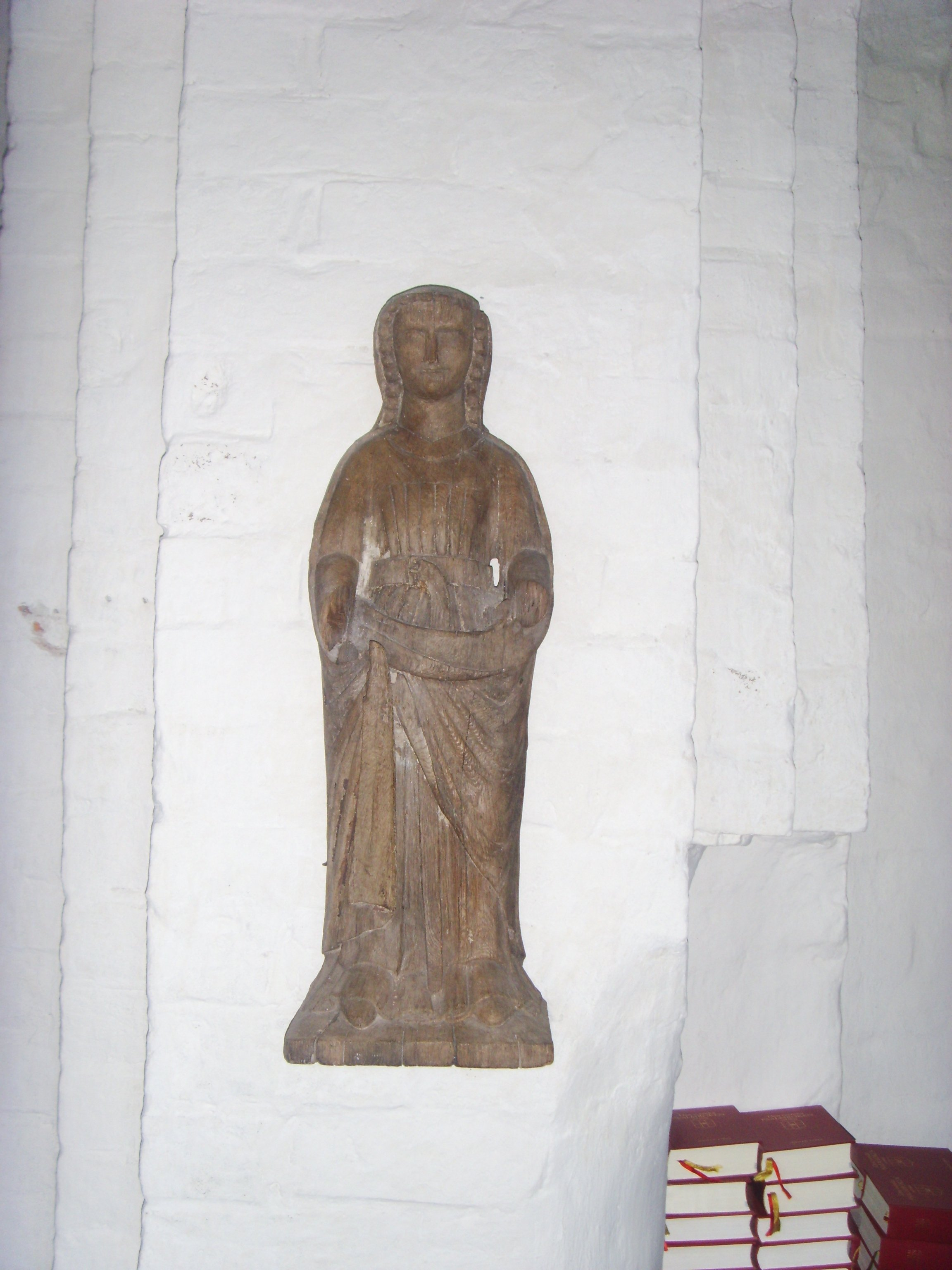
Vid sidan av tvenne skulpturer från 1400-talet, finns bland annat en kalkstensdopfunt från medeltiden att beskåda i kyrkan.

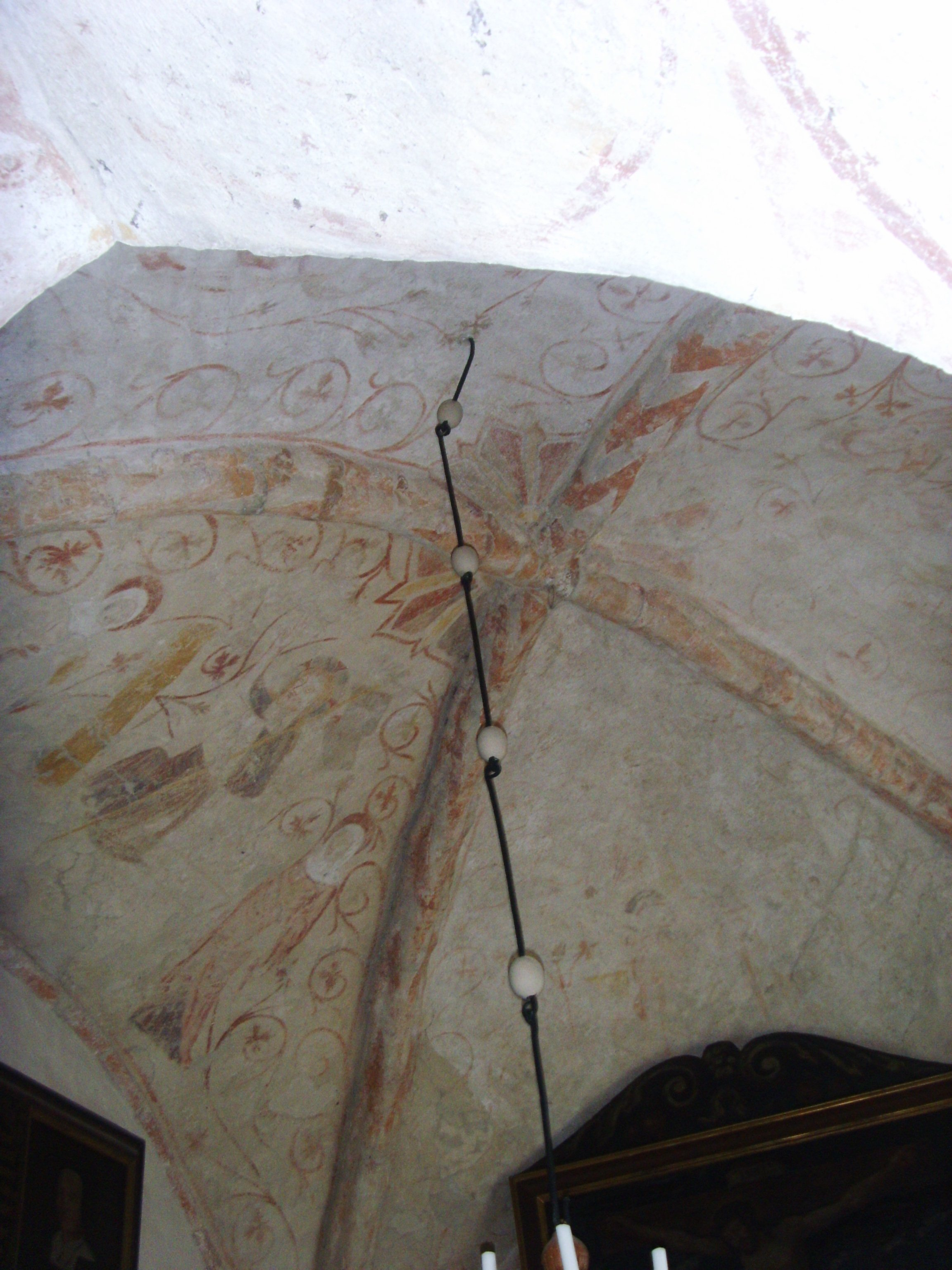
Kalkmålningarna lär ha imålats under 1300-talets andra hälft och anses ha bekostats av Aspenäsätten - släkt med Bjälboätten, som ägde Klackeborgs gård, dåvarande ägare till större delen av Järstads socken. Deras släktvapen hittas imålad i ett av valven.

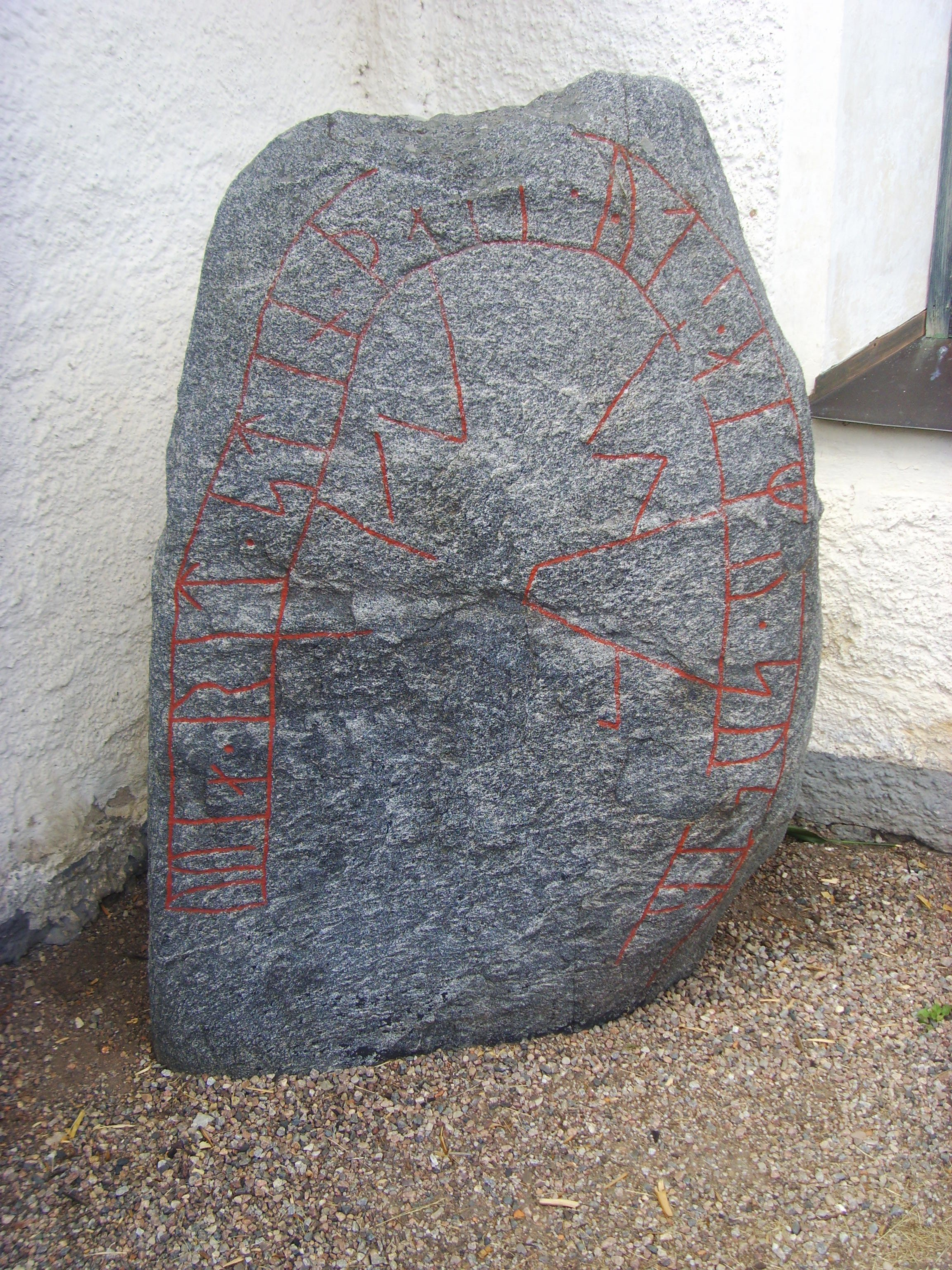
Runstenen vid Järstads kyrka.

Järstads kyrka är en kyrkobyggnad i Järstads socken, Skänninge församling i Linköpings stift och Mjölby kommun. Den senromanska enskeppiga salskyrkan (salskyrkor infördes under gotiken, men då kyrkan är ombyggd ett flertal gånger hittas orsaken till denna senare byggnadsstil av kyrkorummet) är byggd av rött tegel, men vitmenades 1817. Ett flertal ombyggnader gjordes bland annat på 1700- och 1800-talet.

## Kyrkobyggnaden
Socknens belägenhet några kilometer öster om Skänninge gjorde att när man under 1200-talets mitt uppförde en kyrka, så använde man sig av de gamla stilidealen som var förbunda med landsbygdens romanska kyrkor, men byggde den i tegel. Ett material som hade införts i det medeltida Sverige av dominikanerna, som alltsedan 1230-talet var igång att uppföra ett konvent byggt i tegel, för första gången i Östergötland och med stor sannolikhet i hela dåvarande Sverige, vid sidan av konventet i Sigtuna. Teglet till den nya kyrkan i Järstad lär ha kommit från Skänninges tegelbruk. Järstads kyrka vitmenades 1817, men i vapenhusets trappa finns okalkade partier kvar att beskåda, ty på vapenhusvinden finns ett stycke oputsad ytterfasad med dess rundbågfris. Synliga yttre fasader pryds av hörnlisener. Vapenhus och sakristia är senare tillkomna, så ursprungskyrkan bestod av långhus (kortare än dagens) och kor (smalare än dagens, som tillbyggdes 1685) med rak avslutning i öster. Nuvarande sakristian tillkom 1896, men har såsom vapenhuset dock ett ursprung i senmedeltiden. Exakt när vapenhuset är byggt vet man inte, men det anses vara av medeltida ursprung. Kyrkans byggnadshistoria är komplicerad och ej färdigutredd. Det man ändå kan få fram och anta är det äldsta kyrkorummet försågs med valv, men dagens korsade valvstrålar och i kyrkorummet inmurade stöd på vilka valven vilar, synes vara av yngre datum. Tre valvslagningsperioder finns i kyrkans historia. Det förefaller att långhuset på 1300-talet utvidgades med gråsten åt väster och fick ytterligare en travé, det äldsta långhuset bestod av de två östligaste travérna. Under denna tid slogs valven om. Fönstren i det äldsta kyrkorummet släppte inte in mycket ljus och tilltalade inte upplysningstidens ideal. Vid en sockenstämma i Järstad 1756 beslöts att nya fönster skulle sättas in. Kyrkans tegelfasad och de delar som var byggda i gråsten och hade varit målade i rödfärg bibehölls oförändrade som nämns ovan ända fram till 1817, då även det rödmålade tornet fick en ny färg. Tornet uppfördes så sent som 1740, efter att den fristående klockstapeln med sin lilla och stora klocka, som hade stått vid kyrkans västra gavel, den 20 januari 1737 blåst omkull och skadat kyrktaket ända ned till valvet.

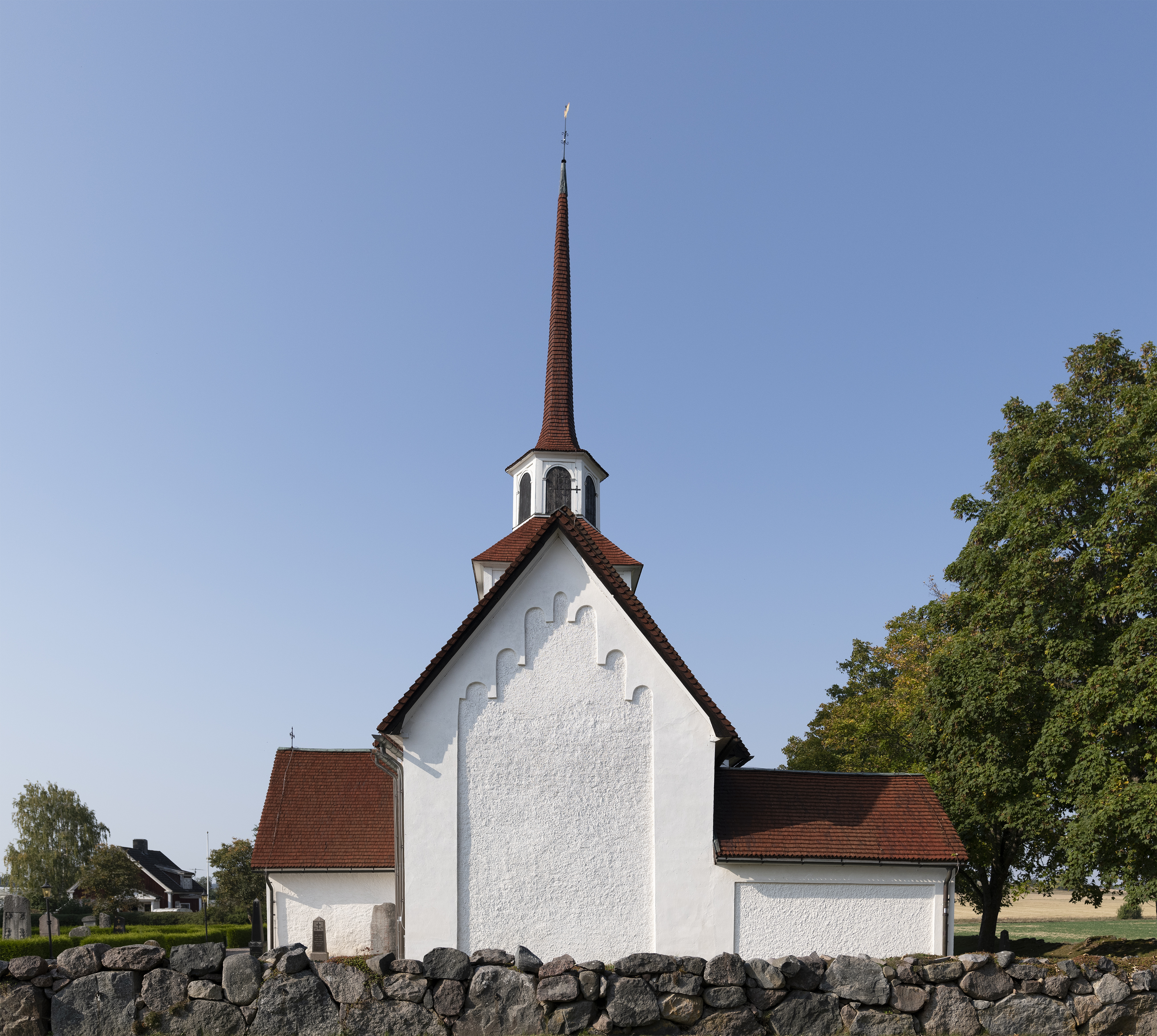
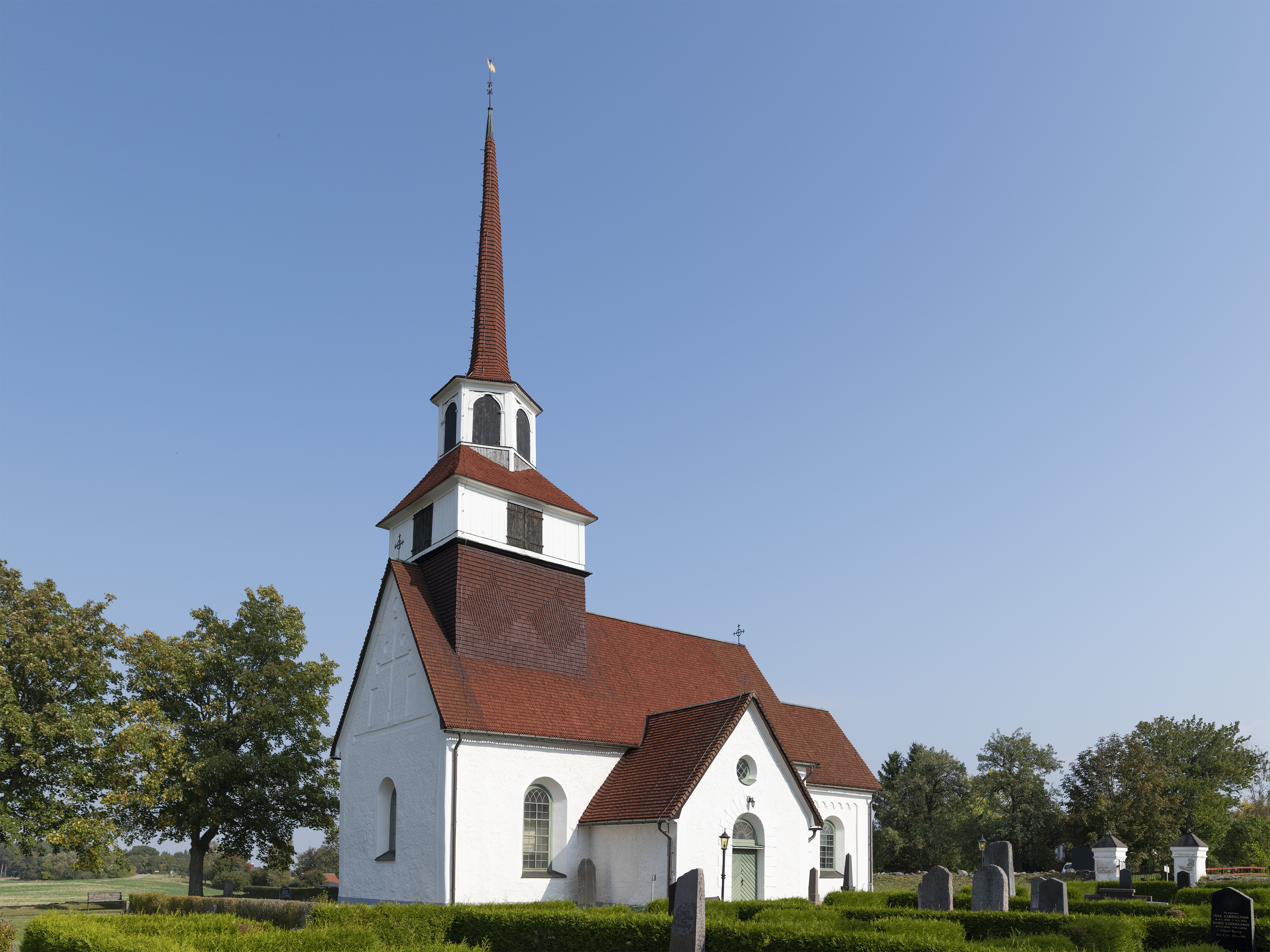
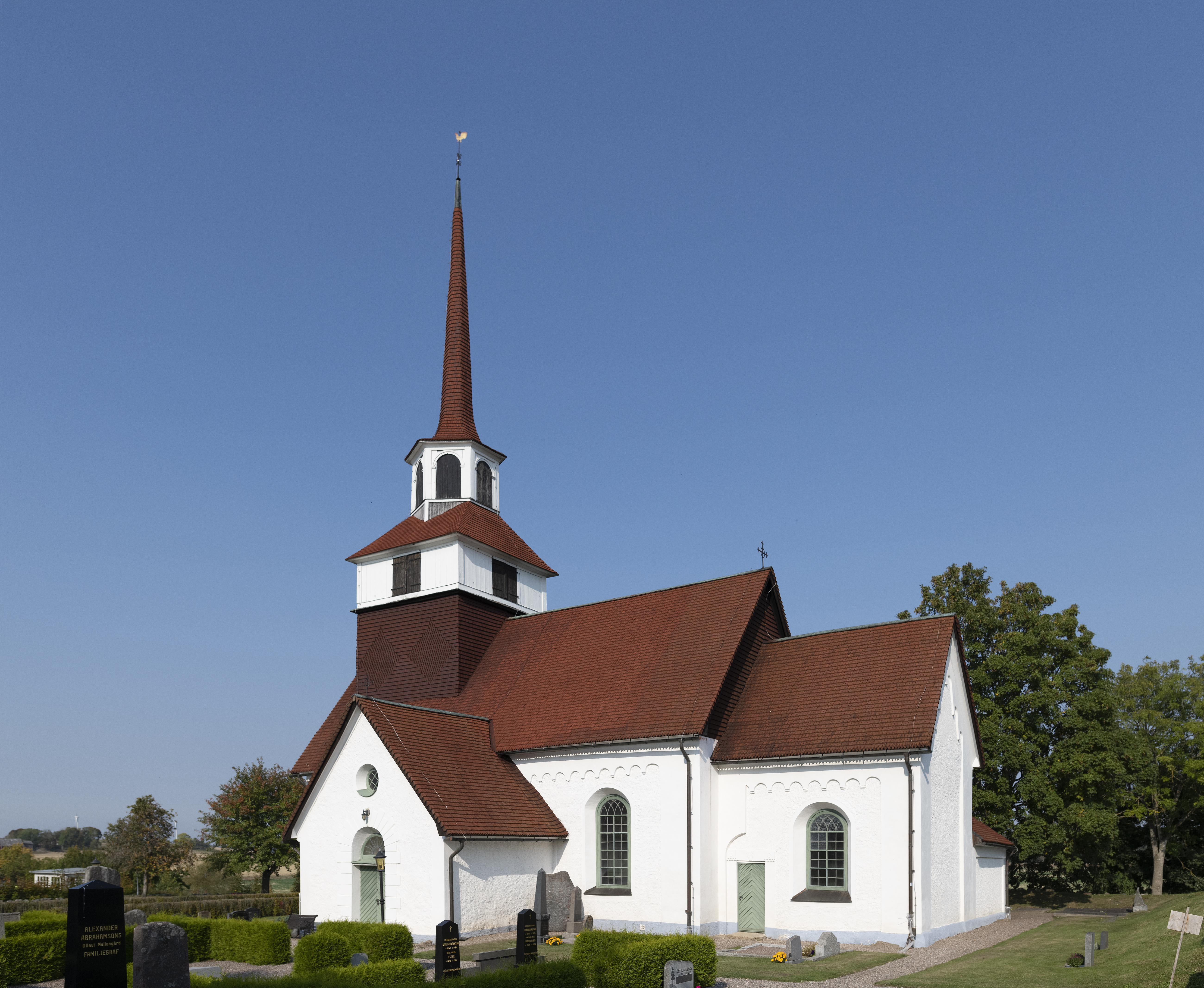

## Kyrkans omnämnande i de äldre hävderna
Järstads kyrka omnämnes i hävderna först så sent som 1399, även om byn där den ligger finns dokumenterad med namn redan 1331 under namnet Jaerpstada. Det är en orsak till att man vet så lite om kyrkans tillkomsttid. Förstnämnda år görs ett inventarium för kyrkan och i den uppräknas bland annat kyrkans bokskatt, som då bestod av twa maessoböcker, twa ottosangsböcker, twa ymnarios, eth graduale, en sequencionarium, ena haandbook, en ordinarium, en saltare, en brewera, eth quaternum. Av inventarier uppräknas tu par maessuklaedhe ok twa maessohakla, tu altara redhe, twa kalka, tu korporalia, twa gus likama budka, ena korkaapo, eth rökliin, twa ampla, ena wiinflasko. Första kyrkoherden omnämns först 1411, dvs kyrkoherden i Jerpstadum, curatus Petrus. År 1520 sålde Laurencius kirkiprest i Jarpstada en gård i Skänninge till biskop Hans Brask.. Av kyrkans medeltida kyrksilver försvann mycket redan genom Gustav Vasas konfiskationer och kvarlämnades endast en kalk och pyxis. Det Järstads kyrka förlorade var en förgylld monstrans "med glas", vars vikt var 4 lödig mark; en förgylld krona med vikten 3 lödig mark; 8 st brudkranssilver med okänd vikt; 18 st små ströningar, samt oförgyllt silver med vikten 6 lödig mark och 6 lod.

## Interiör
Kyrkans kalkmålningar på de medeltida ribbvalven antas ha skapats någon gång under 1360- eller 1370-talet. Dessa överkalkades på 1700-talet, men framtogs 1990 av konservator Sten Pettersson. Under vintern och våren 1992 genomfördes målningsarbeten av såväl kyrkans väggar som bänkinredningar och övriga snickerier. Målsättningen var att uppnå en med de framtagna kalkmålningarna samstämd interiör. Målningarna föreställer bland annat Yttersta domen och Jesu liv. Av inventarier hittas bland annat två skulpturer från 1400-talet, men kyrkans viktigaste skatt finns sedan 1847 i Vitterhetsakademiens ägo och förvaras på Statens historiska museum. Det är ett vackert altarskåp tillverkat i Lübeck omkring 1425. Predikstolen är från 1763, dock ombyggd 1832. Nuvarande altartavla är målad av Nathanael Werwing Helsing 1700 och ingick tidigare i ett epitafium som domkyrkosyssloman Jöns Ulmbohm i Linköping lät uppsätta till minne av sina föräldrar, häradsdomaren Olof Jönsson och hans hustru Ingrid Persdotter i Ullevi.

## Orgel
- 1852 eller 1653 byggdes en orgel av Anders Peter Kullbom med 6 1/2 stämmor.
- Orgeln från 1935, byggdes av A. Mårtensson i Lund. Den har fasta kombinationer och är pneumatisk. Stora delar av orgeln är från den tidigare orgeln byggd 1852.

| Manual I     | Manual II        | Pedal      | Koppel   |
| Principal 8’ | Flûte d'amour 8’ | Subbas 16’ | I/P      |
| Gedackt 8’   | Viola 8’         |            | II/P     |
| Oktava 4’    | Flöjt 4’         |            | II/I     |
|              |                  |            | II 16'/I |
|              |                  |            | II 4'/I  |

## Runstenen
Vid vapenhusets östra sida och kyrkan södra långvägg finns en runsten och dess text lyder:
Orökja reste denna sten efter systern Amma.